# Sjaasbergergank

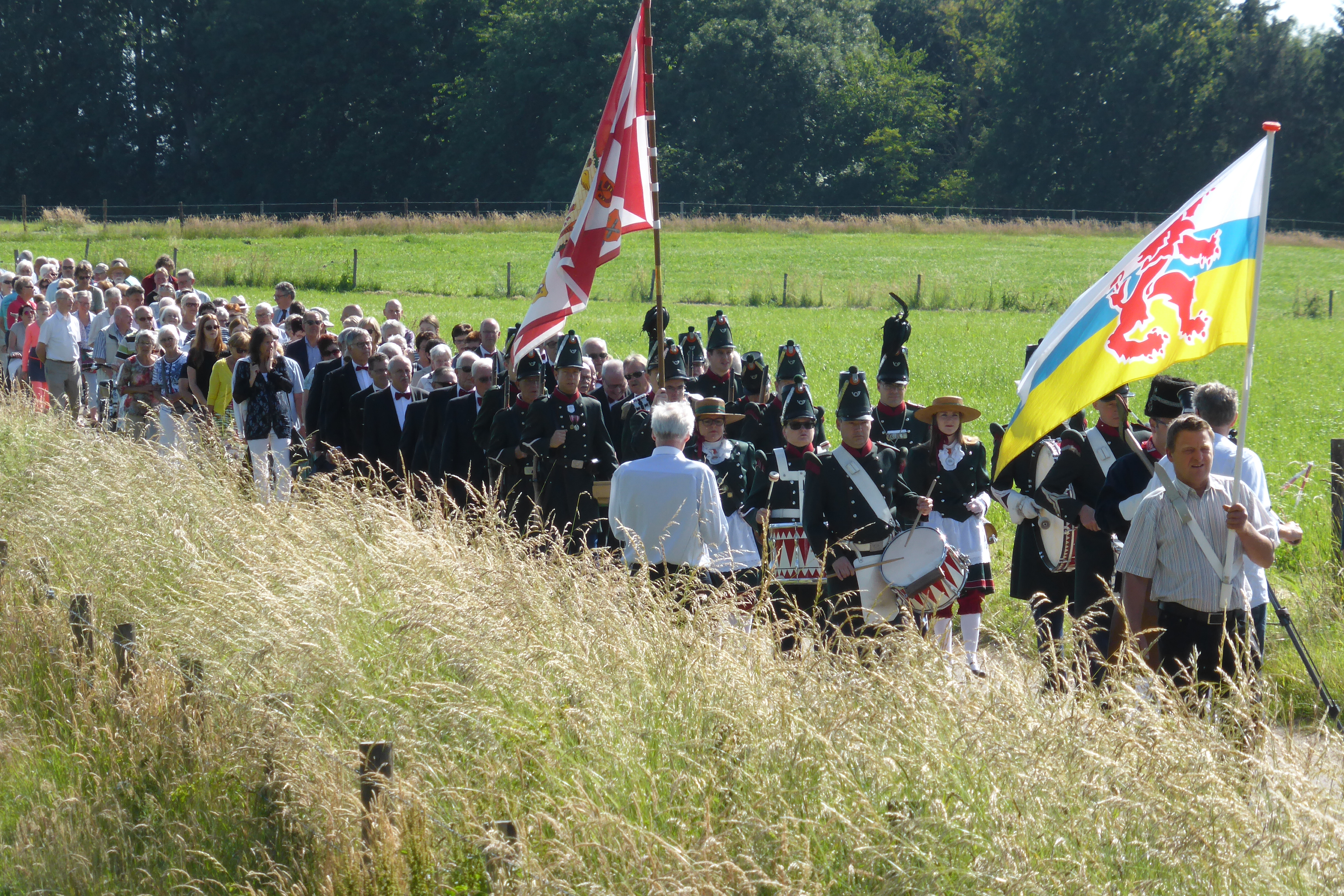
Stoet met de Sjaasbergergank

De Sjaasbergergank of Schaelsbergergank is een jaarlijks evenement gehouden op de laatste zondag van juni bij de kluis op de Schaelsberg, gelegen tussen Walem en Oud-Valkenburg in het Schaelsbergerbos, in de Nederlandse gemeente Valkenburg aan de Geul. Op deze zondag trekken gelovigen in een stoet (of alleen) naar de Schaelsberg, de Sjaasbergergank, alwaar er een openluchtmis gehouden wordt onder begeleiding van een lokale geestelijke. Erna volgt de Leonarduskermis, ookwel Leijenaartskermis genoemd.
De Sjaasbergergank is opgenomen in de Inventaris Immaterieel Cultureel Erfgoed Nederland.

## Geschiedenis
In de 18e eeuw werd de toeloop voor de eucharistie op de feestdag van Sint-Leonardus in november te groot en in 1758 werd er besloten deze sindsdien buiten de kluizenarij te vieren in de open lucht op de laatste zondag in juni. Na afloop van de mis kregen de gelovigen teunisbroodjes en was er een kermis.
In de Franse tijd kwam de openluchtmis en kermis even ten einde, waarna de mis verplaatst werd. Na de mis gingen de gelovigen alsnog naar de kluis op de Schaelsberg. Zo verbood de maire van Schin op Geul dat er een mis bij de kapel van de kluis gelezen werd, evenals de oprichting van kramen voor versnaperingen.
Gedurende de Tweede Wereldoorlog was de gank en de kermis verboden. Het duurde tot 1969 alvorens de traditie weer werd hersteld door de kring Valkenburg van dialectvereniging Veldeke en sinds dat jaar draagt de pastoor van Schin op Geul hier jaarlijks de hoogmis op.
Sinds 2013 staat de traditie van de Sjaasbergergank op de Inventarislijst Immaterieel Cultureel Erfgoed Nederland.